# Мерзленко, Альберт Васильевич
Альберт Васильевич Мерзленко (1927 год, Антрацит, Луганская область — 15 июля 1997 года, Киев, Украина) — коммунистический политический деятель, чиновник, шахтёр. Член ВКП(б). Участвовал в XIX Всесоюзной конференции КПСС [уточнить]. Участвовал в XXVI съезде КПУ. Председатель Луганского областного Совета.

## Биография
Родился в 1927 году в Антраците.
До войны учился на токаря в центральной электромеханической мастерской.
Когда началась Великая Отечественная война Альберт Мерзленко работал на станке для взрослого токаря, но так как он был ещё невысок, ему ставили ящик.
Когда война закончилась Мерзленко учился около года в Краснолучском горном техникуме.
С 1949 года член ВКП(б).
В 1953 году Альберт закончил Ленинградский горный институт и получил диплом инженера. Пошёл работать в шахту. Быстро продвигался по карьерной лестнице, вскоре стал заместителем главного инженера, потом главный инженер шахты, в 1957 году начальник шахты. Наставником Альберт Васильевича был герой труда Михаил Иванович Морозов.
В 1957 году Владимир Васильевич Шевченко порекомендовал Альберта Васильевича Мерзленко на пост 2 секретаря райкома КПСС. Вскоре он стал первым секретарём горкома в Антраците.
Во время его руководства в городе произошли следующие изменения:
- В 1956 году создана шахта № 54 в честь 50-летия Советской Украины работала она с производительностью 100 тысяч тонн в год.
- В 1957 году созданы шахта «Львовская — комсомольская» и шахта «Колпаковская».
- В 1957 году в Антраците поехали пассажирские автобусы, благодаря им в город можно было теперь добраться на автобусах из посёлков.
- Работник шахты № 7 Иосиф Адраховский получил героя Социалистического Труда, за то что он сделал 27 тысяч тонн угля в месяц, что есть рекорд.
- В 1958 году стали работать 2 шахты «Нагольчанские», также сделан комбайн ЛГД-1, придуманный луганским инженерами. ЛГД-1 участвовал в выставке в Нью-Йорке.
- В 1959 году вошли в работу три детских сада, несколько жилых домов для шахтёров и школа-интернат.
- В 1960 году бригадир навалоотбойщиков Ольга Скачков получила Героя Социалистического Труда.
- В 1963 году в городе уже действует 15 шахт, 16 профсоюзов и 21 библиотека.
- В 1964 году открылся первый в Луганской области памятник Шевченко в честь 150-летия со дня рождения украинского поэта.

В 1964 году в связи с реорганизацией аппарата партии объединились промышленные и сельскохозяйственные комитеты. 4 декабря 1964 года на собрании обкома избрали новый состав секретариата: В. В. Шевченко (1 секретарь), В. Н. Азаров (2 секретарь), И. С. Иваненко, Н. С. Давиденко, Ю. Ф. Пономаренко и А. В. Мерзленко.
7 декабря 1964 года Альберт Васильевич Мерзленко стал заместителем председателя Исполнительного комитета Луганского — Ворошиловградского областного Совета Николая Михайловича Гуреева.
Был депутатом XXVI съезда КПУ.
В 1981 года по 1986 год Председатель Луганского областного совета.
15 июля 1997 году Альберт Мерзленко скончался из-за проблем с легкими. Похоронен вместе с женой в Киеве, на Байковом кладбище (участок № 49а).

## Личная жизнь
Был женат на Вере Ефремовне Мерзленко.

## Память
В Антраците на стенах школы, где учился Мерзленко, установлена мемориальная доска.